# ボアコ県
ボアコ県（ボアコけん、Departamento de Boaco）は、ニカラグア中部の県である。県内の大半が山がちで、居住者は西部のニカラグア低地に集まりやすい。中央にはモンバチト山（Cerro Monbachito＝1,040m）がある。面積4,244km2、人口168,600人（2005年）、県都はボアコである。

## 隣接する県
北部にマタガルパ県、西部にマナグア県、グラナダ県、南部にチョンタレス県、東部に南カリブ自治地域と接し、南西部に国内最大の湖ニカラグア湖に面している。

## 基礎自治体
1. ボアコ（英語版）
2. Camoapa
3. San José de los Remates
4. San Lorenzo
5. Santa Lucía
6. Teustepe